# Hadrien Poujol
Pour les articles homonymes, voir Poujol.
 (août 2020).
Hadrien Poujol, né le 18 mars 1983 à Lunel, est un raseteur français, trois fois vainqueur de la Cocarde d'or.

## Biographie

### Origines, famille et études
Il est originaire de Lansargues et vit à Vauvert.
Fils d'une enseignante d'histoire, il est le neveu du tourneur et ancien raseteur Éric Jourdan.
Il fait ses classes au lycée de la Camargue à Nîmes.

### Carrière de raseteur
Il commence à l'école taurine d'Arles en 1998.
En 2007, il subit une fracture du péroné qui l'obligera à prendre du recul pendant deux ans.

### Activités professionnelles
En février 2013, il reprend en gérance le bar des Halles à Vauvert.
De 2017 à sa démission en 2018, il préside la Fédération française de la course camarguaise.

## Sources
- Jacky Siméon, Dictionnaire de la course camarguaise, Vauvert, Au Diable Vauvert, 2013, 142 p. (ISBN 978-2-846-26424-2), p. 93-94
- Entretien avec Leïla Mebarek, « Fiers d'eux », France Bleu Gard Lozère, 16 novembre 2017.

## Palmarès
- Cocarde d'or (Arles) : 2003, 2004, 2012
- Muguet d'or (Beaucaire) : 2004
- Palme d’argent (Beaucaire) : 2001
- Trophée des maraîchers (Châteaurenard) : 2003, 2005
- Palme d'or : 2011